# Candidaturas a los Juegos Olímpicos de 2008
Diez ciudades presentaron su candidatura a los Juegos Olímpicos de 2008 al Comité Olímpico Internacional (COI). El Comité preseleccionó cinco de éstas —Pekín, Toronto, París, Osaka y Estambul— de entre las cuales fue Pekín la que resultó vencedora. La capital de la República Popular China se convirtió así en la tercera ciudad de Asia en organizar este evento tras Tokio (1964) y Seúl (1988). Su propuesta contó con el apoyo de la mayor parte del COI, incluyendo a su entonces presidente Juan Antonio Samaranch, y estuvo considerada como la favorita desde el principio.
Después de la evaluación técnica de las diez candidaturas originales, las primeras cinco ciudades fueron preseleccionadas el 28 de agosto de 2000, convirtiéndose en candidatas oficiales. Las otras ciudades aspirantes —Sevilla, La Habana, Bangkok, Kuala Lumpur y El Cairo— fueron descartadas. Posteriormente, la Comisión de Evaluación del COI recomendó como "excelentes opciones" a Pekín, París y Toronto, que se convirtieron así en las principales candidatas a la elección. Pekín partió con ventaja gracias al fuerte apoyo de su Gobierno, la consolidación de China como potencia mundial y el hecho de haber presentado candidatura por los Juegos Olímpicos de 2000 que perdió por tan solo dos votos. Sin embargo, su candidatura también fue cuestionada por la situación de los derechos humanos en ese país y el Parlamento Europeo pidió que no fuese seleccionada.
Pekín fue elegida sede de los Juegos de la XXIX Olimpiada en la 112.ª Sesión del COI celebrada en Moscú el 13 de julio de 2001. Su candidatura logró mayoría absoluta en la segunda ronda de votaciones.

## Proceso de elección
Para evitar las polémicas que envolvieron a las últimas votaciones de sede de los Juegos Olímpicos (JJ.OO.), y especialmente tras la elección de Salt Lake City para los Juegos Olímpicos de Invierno de 2002, el Comité Olímpico Internacional aprobó en su 110.ª Sesión (1999) un nuevo proceso de selección en dos fases.
De acuerdo con las nuevas reglas, se introdujo una fase preliminar llamada "Procedimiento de aceptación de candidatura". Comienza inmediatamente después de que se cumpla la fecha límite de presentación de candidaturas, cuyo máximo responsable será el Comité Olímpico Nacional de turno. En ella se pide a las "ciudades aspirantes" que rellenen un cuestionario que cubre los temas de mayor importancia a la hora organizar unos buenos JJ.OO. Esta información permite analizar la capacidad de cada ciudad, además de los puntos fuertes y débiles de sus proyectos. Después de un estudio detallado de los cuestionarios y de los informes posteriores, el Consejo Ejecutivo del COI selecciona las ciudades que se clasifican para seguir compitiendo en la siguiente ronda. 
En la segunda fase, las candidaturas finalistas responden a otro cuestionario más detallado. Estos informes son estudiados cuidadosamente por la Comisión de Evaluación del COI, un grupo compuesto por miembros del COI, representantes de las federaciones deportivas internacionales, los Comités Olímpicos Nacionales, atletas, el Comité Paralímpico Internacional y expertos internacionales en diversos campos. Los miembros de la Comisión realizan también visitas de cuatro días con el objetivo de inspeccionar cada una de las ciudades candidatas, donde observan los lugares propuestos para construir las instalaciones y son informados sobre los detalles de los temas cubiertos en el informe de la candidatura. La Comisión comunica los resultados de sus inspecciones en un informe para los miembros COI hasta un mes antes de la elección de la sede.
La Sesión del COI en la cual se elige a la ciudad que organizará los JJ.OO. se lleva a cabo en un país que no haya presentado ninguna candidatura. Los miembros del COI que están en activo (excluyendo el presidente y los miembros de honor) participan en la votación para elegir a la ciudad anfitriona. Los miembros de los países con una ciudad que participa en la competición no pueden votar mientras esta siga compitiendo. La decisión se lleva a cabo en una sucesión de rondas hasta que una candidatura alcanza la mayoría absoluta de votos; si esto no sucede en la primera ronda, la candidatura con menos votos es eliminada y otra votación comienza de nuevo. En el caso de que dos candidaturas empaten con el menor número de votos, se realiza una votación especial entre ellas y el ganador pasa definitivamente a la siguiente ronda. Después de cada ronda, se anuncia qué ciudad ha sido eliminada. Los votos son secretos y el resultado final no se conoce hasta que se levante la sesión.
La delegación de la candidatura elegida para albergar los JJ.OO. firma el "Contrato de la Ciudad Anfitriona" con el COI, el cual delega las responsabilidades de la organización de los Juegos a la ciudad y al Comité Olímpico Nacional correspondiente.

### Evaluación de las ciudades aspirantes

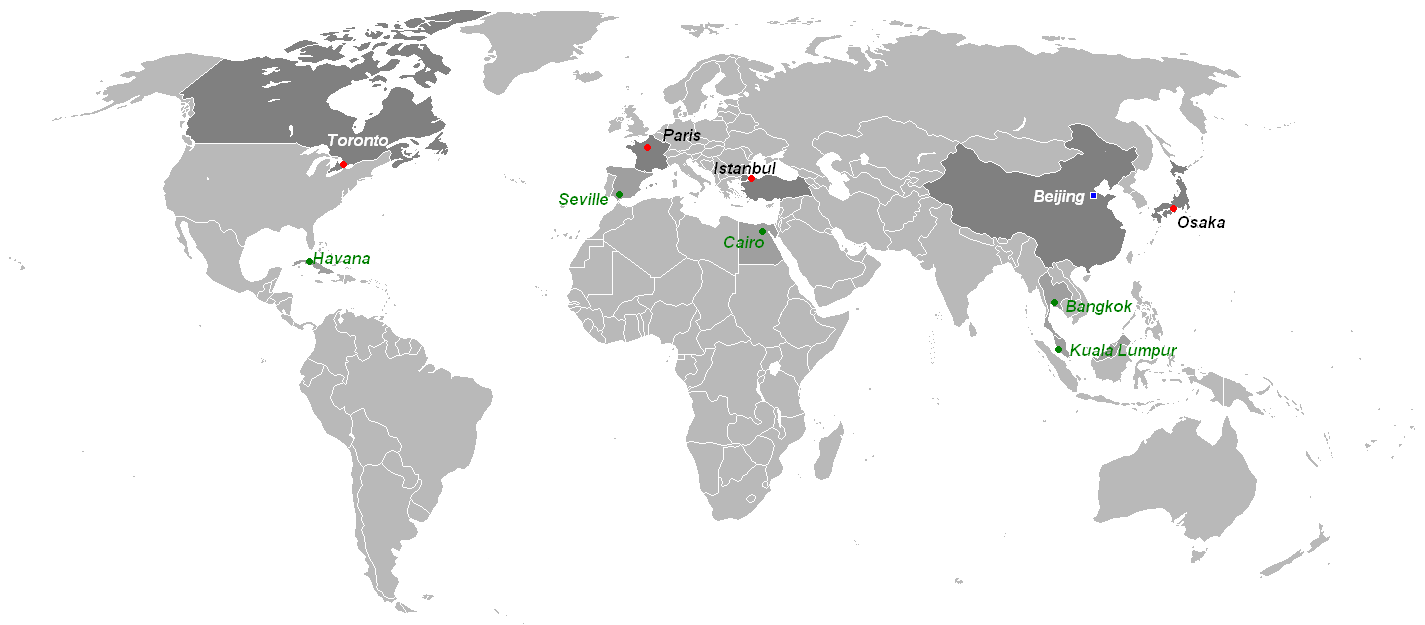
Situación geográfica de las ciudades aspirantes.

Las ciudades postulantes podían presentar su candidatura al Comité Olímpico Internacional hasta el 1 de febrero de 2000. En total, participaron diez ciudades.
La fecha límite para la entrega del cuestionario de la primera fase era el 20 de junio de 2000. Además, debían presentarse informes adicionales sobre el proceso de selección y el Código de Ética del COI. El Grupo de Trabajo analizó las respuestas y cuantificó el potencial de cada aspirante sobre once temas: apoyo político y social, infraestructuras, sedes deportivas, la Villa Olímpica, impacto sobre el medio ambiente, alojamiento, transporte, seguridad, experiencia en eventos deportivos, finanzas y legado. Si la media de una candidatura es superior a seis (la media predefinida como referencia por el COI), la ciudad es considerada sumamente capaz de recibir los Juegos Olímpicos; de otra manera, si la puntuación es inferior a seis, se cree que apenas tendrá posibilidades.
En su informe final, el Grupo de Trabajo recomendó solo cuatro ciudades: Pekín, París, Toronto y Osaka. El Comité Ejecutivo del COI se reunió el 28 de agosto de 2000 para estudiar el documento y eligió cinco candidaturas: las cuatro recomendadas más Estambul, con un puntaje similar al de Osaka pero con más debilidades.
Las restantes ciudades aspirantes —en orden: Kuala Lumpur, Sevilla, Bangkok, El Cairo y La Habana— fueron eliminadas.
- Pekín
- París
- Toronto
- Osaka
- Estambul
- Kuala Lumpur
- Sevilla
- Bangkok
- El Cairo
- La Habana

Como está estipulado, el COI les concedió el derecho de usar los Anillos Olímpicos en el emblema de su candidatura, junto con una etiqueta que identifica a las ciudades candidatas.
El plazo límite para que las ciudades aspirantes presentaran sus libros de candidatura era el 17 de enero de 2001. Después de analizar todas las candidaturas, la Comisión de Evaluación del COI, formada por catorce miembros y presidida por el neerlandés Hein Verbruggen, visitó las ciudades durante cuatro días cada una entre el 21 de febrero y el 29 de marzo.
- Pekín — Del 21 al 24 de febrero
- Osaka — Del 26 de febrero al 1 de marzo
- Toronto — Del 8 al 11 de marzo
- Estambul — Del 21 al 24 de marzo
- París — Del 26 al 29 de marzo

La Comisión de Evaluación redactó un informe en el que cada candidatura fue valorada en dieciocho puntos esenciales para la organización del evento. Aunque estos documentos no reflejaron puntuaciones o clasificaciones, se calificó de "excelentes" las propuestas de Pekín, París y Toronto. Pekín recibió la mejor valoración y se juzgó que "los Juegos en Pekín dejarían una herencia única a China y al deporte". Sobre la candidatura de Osaka existían dudas por la financiación, mientras que Estambul fue la peor valorada en líneas generales.
El informe fue remitido al presidente y al Comité Ejecutivo del COI el 15 de mayo de 2001.

### 112.ª Sesión del COI
La 112.ª Sesión del Comité Olímpico Internacional tuvo lugar en Moscú (Rusia) del 13 al 16 de julio de 2001. La votación para la elección de la sede olímpica se llevó a cabo el 13 de julio de 2011. Las exposiciones finales de las candidatas comenzaron a las 9:30 en el World Trace Center de Moscú. La votación estuvo precedida por la presentación del informe definitivo de la Comisión de Evaluación.
De los 122 miembros activos que componían el COI, 17 fueron inhabilitados y quedaron 105 miembros capaces de ejercer su derecho al voto en la primera ronda. Se descartaron a los 13 miembros de países con candidatura olímpica, aunque éstos podían recuperar el voto si su país era eliminado de la votación. Otros cuatro se ausentaron. Juan Antonio Samaranch no votó en las rondas, pero podía hacerlo sólo en caso necesario de voto de calidad.
Al margen de esta votación, el 16 de julio de 2001 se eligió al belga Jacques Rogge como nuevo presidente del COI.
| Miembros del COI inhabilitados para votar (17) | Miembros del COI inhabilitados para votar (17)                                                                       |
| Miembros de países con ciudades candidatas (13) | Otros miembros (4)                                                                                                   |
| --- | --- |
| - Charmaine Crooks - Paul Henderson - Richard W. Pound - Robert Steadward - He Zhenliang - Lu Chengrong - Yu Zaiqing - Jean-Claude Killy - Henri Serandour - Guy Drut - Chiharu Igaya - Shun-Ichiro Okano - Sinan Erdem | - Věra Čáslavská (Ausente) - Alexandre de Merode (Ausente) - Lassana Palenfo (Ausente) - Mohamed Bob Hasan (Ausente) |

En la primera ronda de votación se eliminó a Osaka y en la segunda se anunció la victoria definitiva e Pekín por mayoría absoluta, al conseguir más de la mitad de votos que el resto de participantes.
| Resultados de las votaciones          | Resultados de las votaciones | Resultados de las votaciones | Resultados de las votaciones | Resultados de las votaciones |
| Ciudad                                | Ciudad                       | País                         | Ronda 1                      | Ronda 2                      |
| ------------------------------------- | ---------------------------- | ---------------------------- | ---------------------------- | ---------------------------- |
| Bandera de la República Popular China | Pekín                        | China                        | 44                           | 56                           |
| Bandera de Canadá                     | Toronto                      | Canadá                       | 20                           | 22                           |
| Bandera de Francia                    | París                        | Francia                      | 15                           | 18                           |
| Bandera de Turquía                    | Estambul                     | Turquía                      | 17                           | 9                            |
| Bandera de Japón                      | Osaka                        | Japón                        | 6                            | -                            |

## Candidaturas de las ciudades

### Pekín

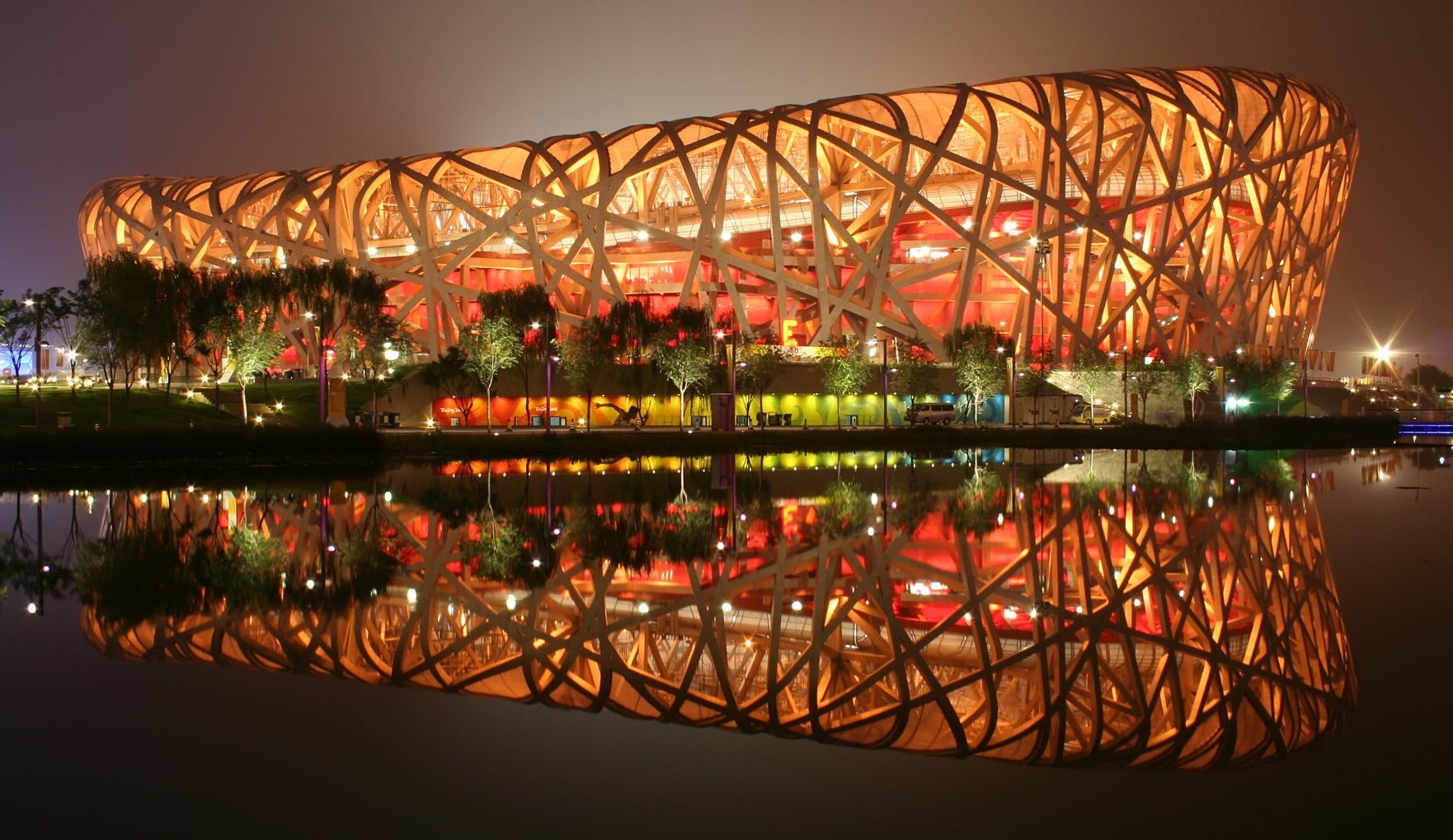
El Estadio Nacional de Pekín (apodado "Nido de Pájaro") se construyó para los JJ.OO. de 2008.

La capital de China se postuló por primera vez para los Juegos Olímpicos de 2000 y perdió ante Sídney (Australia). Este resultado fue calificado de sorprendente, pues se produjo a pesar del lobby que ejercieron las autoridades chinas para ganar apoyos. Aunque la ciudad asiática ganó las tres primeras rondas de votación, perdió en la decisiva por dos votos de diferencia. Después de eso se prefirió no presentar candidatura para 2004, se ganó experiencia a la hora de albergar competiciones internacionales y se apostó con fuerza por 2008. Pekín sería la tercera ciudad de Asia en organizar los Juegos tras Tokio (1964) y Seúl (1988), y la segunda con un régimen comunista en conseguirlo después de Moscú en 1980, cuando formaba parte de la Unión Soviética.
La Comisión de Evaluación destacó como puntos fuertes el apoyo ciudadano (cercano al 95%), las garantías en la construcción de infraestructuras y la colaboración del Gobierno chino, por lo que fue desde el principio la favorita para el Comité Olímpico Internacional. Incluso fue apoyada por Juan Antonio Samaranch en sus últimos años al frente del COI. Sin embargo, el Parlamento Europeo y algunos congresistas estadounidenses habían pedido que los Juegos no se realizaran en China por la situación de los derechos humanos allí. También se vio como un problema la contaminación y el tráfico masificado.
El proyecto contemplaba la localía de los eventos en cuatro áreas. El Parque Olímpico de Pekín (Olympic Green) concentraría la mayoría de pruebas e instalaciones como el Estadio Olímpico, el Centro Acuático y la Villa Olímpica, todas ellas por construir. Otras catorce sedes estarían localizadas a menos de cinco minutos de la Villa Olímpica. En total se habían previsto 37 instalaciones: 15 existentes y 22 planificadas. También se contemplaba la puesta en marcha de un plan de mejora del medio ambiente, transporte público y reducción de emisiones de gases.

### Toronto
La candidatura de Toronto estaba liderada por John Bitove, empresario y fundador de Toronto Raptors, un equipo de baloncesto de la NBA. La ciudad tiene franquicias en las principales competiciones deportivas norteamericanas (MLB, NBA, NHL) y ya se postuló para la edición de 1996, que perdió contra Atlanta. Además de los Juegos Olímpicos de Montreal 1976, Canadá había organizado otros eventos internacionales como los Juegos Panamericanos de 1999.
La candidatura contemplaba la ubicación del 90% de las sedes en un radio de seis kilómetros junto al lago Ontario. De las 35 instalaciones recogidas solo hacía falta construir nueve, pues el resto ya funcionaban. La Villa Olímpica acogería por primera vez en la historia a todos los atletas, ya que incluso las pruebas de fútbol se harían en ciudades cercanas, y al término del evento se había proyectado su reconversión en área residencial. También se había previsto el desarrollo de una amplia red de transporte para conectar todas las sedes. La Comisión de Evaluación señaló que el punto más atractivo era la concentración en un área cercana al centro de la ciudad, el legado que se dejaría y el gran apoyo financiero público y privado. Este último aspecto era muy relevante porque la edición olímpica de 1976 en Montreal fue un fracaso económico: la ciudad quebequesa tardó treinta años en pagar toda la deuda olímpica.

### París
La capital francesa ya había organizado los Juegos Olímpicos en 1900 y 1924, y había presentado candidatura para los de 1992 que perdió ante Barcelona. En este segundo intento vino con la experiencia de organizar la última edición del otro mayor acontecimiento deportivo a nivel internacional, la Copa Mundial de Fútbol de 1998, y la Eurocopa 2016.
Su proyecto contemplaba 39 instalaciones (23 existentes y 16 por construir) en cuatro grandes áreas. En el nordeste de la ciudad (Saint-Denis) se situaría el Estadio Olímpico, el parque acuático y la Villa Olímpica, ubicada en zona urbana. También se contemplaba el uso de recintos históricos como el Stade Roland Garros o el Parque de los Príncipes. Muchas de las sedes serían de uso temporal y se retirarían al finalizar el evento. Las mayores dudas de la Comisión de Evaluación estaban relacionadas con la distancia entre la Villa Olímpica y algunos de los recintos deportivos. A un mes de la votación en Moscú, el presidente de la candidatura Claude Bébéar (fundador de AXA) fue detenido por un caso de blanqueo de dinero en una sociedad aseguradora, afectando a la imagen de París como aspirante.

### Estambul
La candidatura turca era la única de las cinco aspirantes elegidas por el Comité Ejecutivo del COI que no fue recomendada por el Grupo de Trabajo. Esta fue la tercera ocasión que Estambul postuló a la organización del evento. El primer intento fue para los Juegos Olímpicos de 2000 y después se presentó para los de 2004, donde ni siquiera llegó a convertirse en ciudad candidata.
Bajo el eslogan "el encuentro de los continentes", Estambul aprovechó su posición geográfica y su legado arquitectónico para vender el proyecto como "un encuentro por la paz". Además, contó con un porcentaje de apoyo popular superior al 87%. Con un total de 31 instalaciones (19 nuevas y 12 por hacer), el Estadio Olímpico, el Parque Olímpico y la Villa Olímpica estarían situadas en el lado europeo de la ciudad, mientras que las pruebas de vela se realizarían en el asiático. Sin embargo, la candidatura presentó varios inconvenientes: además de su cercanía con Atenas, sede de 2004, no se pudo garantizar una solución a los problemas de tráfico ni un plan financiero, pues el mayor contribuyente era el ayuntamiento de Estambul. La Comisión de Evaluación del COI no recomendó su elección.

### Osaka
Osaka aspiraba a convertirse en la segunda ciudad de Japón que albergaba unos Juegos Olímpicos de Verano tras Tokio (1964). El país venía de organizar con éxito los últimos Juegos de Invierno de Nagano 1998 y su Comité Olímpico presentó batalla para la edición de 2008, pese a que Pekín era la opción favorita en el continente.
El proyecto nipón era el que más presupuesto requería y contemplaba 41 instalaciones: 27 ya existentes y 14 por construir. Las dos principales estarían localizadas en islas artificiales. En la isla Maishima se levantaría el Estado Olímpico y el parque acuático, mientras que la Villa Olímpica se situaría en la isla Yumeshima, a tan solo 400 metros de distancia. Casi todas las sedes estaban dispuestas en un radio de 20 kilómetros de la Villa y se conectarían con una nueva red de transporte. La Comisión de Evaluación del COI tuvo dudas respecto a los presupuestos, la circulación entre islas y la falta de apoyo gubernamental y social (solo el 64% de la población estaba a favor), lo que motivó que Osaka fuera la primera eliminada.

## Controversias

### Críticas a la elección de Pekín
La elección de Pekín fue vista con normalidad, aunque muy criticada desde algunos estamentos por las denuncias existentes de violación de derechos humanos en China. El Parlamento Europeo pidió que no se votara su candidatura y su presidenta, Nicole Fontaine, sugirió la inclusión de cuestiones humanitarias entre las obligaciones de las sedes olímpicas. Del mismo modo, algunos congresistas estadounidenses y la oenegé Amnistía Internacional lamentaron la decisión. Mientras algunos consideraron que China utilizaría los Juegos para lavar su imagen,  otros pensaron que era una oportunidad única para que el gigante asiático se abriera al mundo y asumiera un compromiso con los derechos humanos.
Juan Antonio Samaranch, presidente del COI durante la elección, fue uno de sus mayores defensores. En una entrevista a El País afirmó que "China será mucho más abierta después de los Juegos", cuestionó a los sectores críticos que intentaban "aprovecharse de los Juegos para fines políticos" y sostuvo que "muchos países que acusan a otros de no respetar los derechos humanos deberían mirarse a sí mismos". En ese sentido, valoró el esfuerzo que China realizó para romper el boicot contra Estados Unidos en los Juegos de Los Ángeles 1984 y destacó la importancia de que los Juegos se realizaran por primera vez en un país que cuenta con la cuarta parte de la población mundial y que ha registrado en las últimas décadas un gran desarrollo económico y deportivo.

### Sospecha de manipulación en las votaciones
En 2009, siete años después de la elección, un libro del entonces ministro de Deportes de China, Yuan Weimin, reveló la supuesta existencia de un acuerdo previo entre los representantes de la candidatura de Pekín y el belga Jacques Rogge, entonces candidato a la presidencia del COI. Según el texto, Rogge negoció la victoria china para beneficiarse de los votos de sus miembros en la elección presidencial que se hizo tres días después.
Jacques Rogge, a través de un portavoz, negó tajantemente esa historia y declaró que su victoria fue por una amplia mayoría, añadiendo que por esa razón las acusaciones no tendían sentido.